# موسی‌نامه
موسی‌نامه (کتاب موسی)، اولین و طولانی‌ترین کتاب شعر با زمینه کتاب مقدس (biblical) توسط مولانا شاهین شیرازی، شاعر یهودی-ایرانی قرن چهاردهم است. این کتاب بر پایه شعر سهم غیرقانونی مخصوصاً کتاب خروج، بلکه حتی لاویان، اعداد و تثنیه نوشته شده است. این مثنوی تقریباً‌هزار بیتی است که در قالب کلاسیک «هزرج مسدس مخزوف» نوشته شده است. آثار شاهین شامل دو حوزه، یکی افسار پنجگانه یهود یعنی برشیت‌نامه (کتاب پیدایش) و موسی‌نامه و دیگری اردشیرنامه (کتاب اردشیر یا همان اخشورش) و عزرانامه که بر پایه کتاب عزرا و کتاب نحمیا است.
فرای حقیقت که او در دوران حکمرانی ابوسعید ایلخانی (حکومت ۱۳۱۶-۱۳۳۵ م) که مدحی شاهین برایش سروده است، هیچ اطلاعات دیگری درباره شاهین نمی‌دانیم. او نه تنها توسط میراشیم و ژانر افسانه‌ای مسلمانان (شناخته شده به نام قصص الانبیا) تاثیر پذیرفته است، بلکه تحت تاثیر زبان و فصاحت و بلاغت اشعار ایرانی، مخصوصاً شاهنامه فردوسی (مرگ ۱۰۲۰) و داستان عاشقانه نظامی (مرگ ۱۲۰۹) و احتمالاً عطار نیشابوری (مرگ ۱۲۲۰) و رومی (مرگ ۱۲۷۳) قرار گرفته است. شاهین این کتاب را با لهجه ترفیع شده فارسی به همراه کمی کلمات مصطلح عبری سروده است. در رگ شعر سنتی فارسی، او کار برجسته موسی را در موسی نامه تجلیل کرده است و به بیشمار جزئیات افسانه یهودی و اسلامی آراسته است. مدتی بعد از مرگ شاهین، حوزه شعری اش در اشعار افسار پنجگانه کتاب مقدس به نام تفسیر تورات شاهین شناخته شد. این در بین یهودیان ایرانی بسیار مشهور است.
اولین اثر شعری شاهین تفسیر چهار کتاب آخر افسار پنج‌گانه عهد عتیق (تورات) بود که درباره کردار موسی درباره کوکان اسرائیل بود، از این رو توسط شمعون حاخام بخارایی و ویلهلم باچر بوداپستی (کسی که به کارهای شاهین علاقه‌مند بود)، موسی‌نامه نام گذاشته شد. این کتاب توسط خود شاهین، «شرح تورات» نام‌گذاری شد. موسی‌نامه، شامل ۱۰ هزار بیت است که در ۱۳۲۷ میلادی جمع‌آوری شد. مدتی پس از درگذشت شاهین، چرخه حماسی او درباره تورات عنوان تفسیر شاهین تورات را به خود گرفت و در میان یهودیان ایران محبوبیت بسیاری یافت.

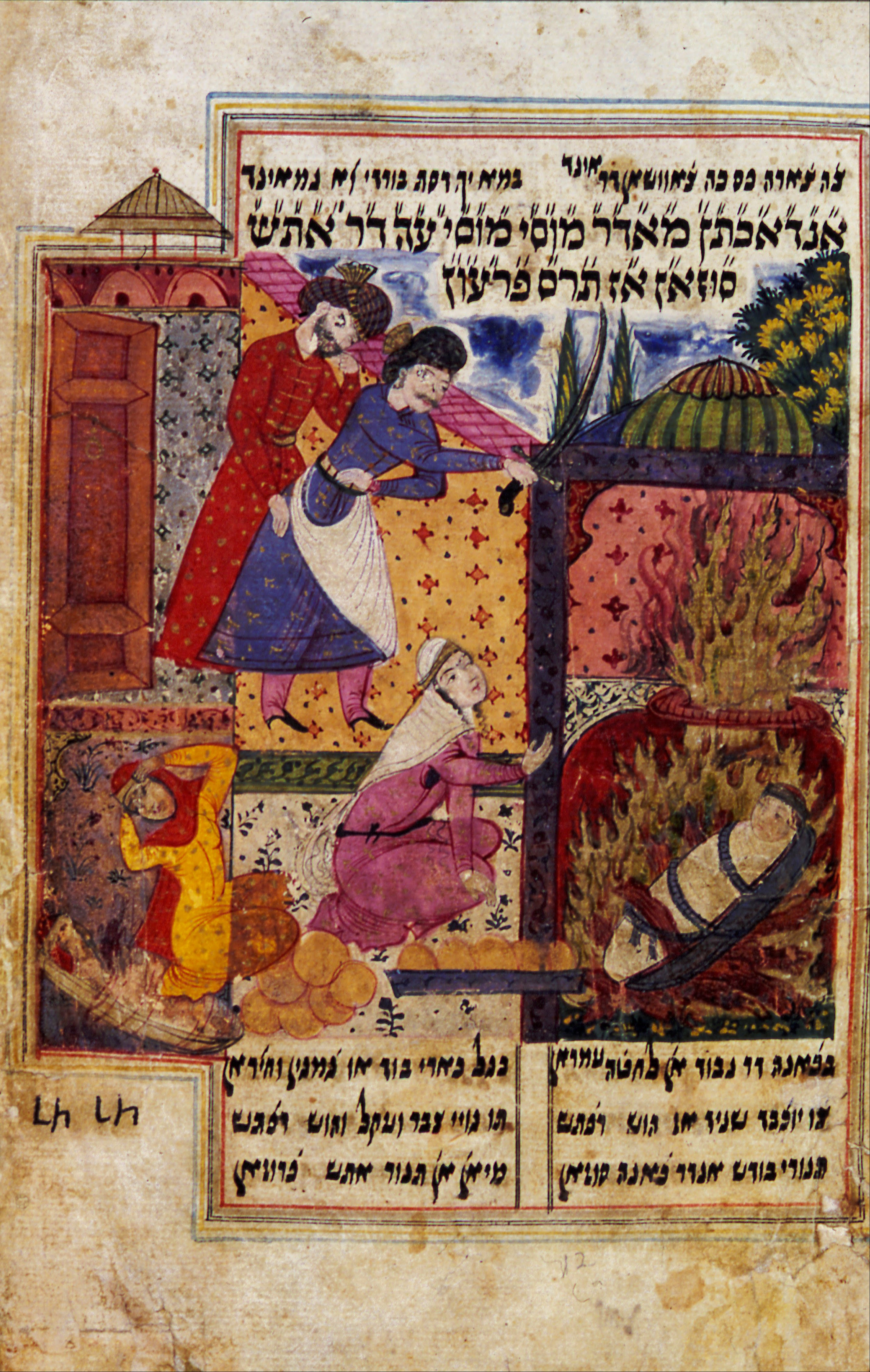